# 札幌香蘭女子短期大学
札幌香蘭女子短期大学（さっぽろこうらんじょしたんきだいがく）は、北海道江別市西野幌699に本部を置いていた日本の私立大学である。1968年に設置され、1973年に廃止された。

## 概要

### 大学全体
- 学校法人札幌香蘭女子学園により[1]北海道江別市に設置された日本の私立短期大学[2]。
- 1学科、入学定員100名体制で1968年に開学[3][4][5][6][7]。
- 学生募集は1971年度まで、わずか5年で閉校[8]。
- 現在、札幌学院大学第2キャンパスとなっており、当時の建物の一部も現存している。福岡県にある香蘭女子短期大学とは別系列である。

### 教育および研究
- 札幌香蘭女子短期大学は｢英米文学｣・｢英語学｣・｢言語学｣関係を中心として、実用的な英語をより重視した教育が行われていた[9]。
- 英文学に関する専門科目ほかフランス語、図書館学、教育心理学などの科目もあった[10][11]。

## 沿革
- 1911年
  - 4月 左記をもって開校した小樽女子職業学校[12][13]が源流とされている[9]。
- 1919年
  - 2月 小樽緑丘高等女学校に昇格する[14]。
- 1968年
  - 2月3日 左記を以て文部省[注 1]より短期大学の設置が認可される[15][16][17][18]。
  - 4月1日 札幌香蘭女子短期大学が以下の学科体制で開学[19]。
    - 英文科[注 2]
- 1971年
  - 4月1日 短期大学の学生募集をこの年度で最終とする[20]。
  - 3月28日 左記をもって廃止される[注 3][23][24]。

## 基礎データ

### 所在地
- 北海道江別市西野幌699[注釈 1][25][26][27][28][29]

### 象徴
- 札幌香蘭女子短期大学のカレッジマークは左記の資料を参照のこと[30]。

## 教育および研究

### 組織

#### 学科
- 英文科[31][注 4]

##### 設置計画のあった学科[33]
- 国文科
- 仏文科
- 貿易科

#### 専攻科
- なし

#### 別科
- なし

#### 取得資格について
資格
- 司書資格が設置されていた[9][34]。

教職課程
- 中学校教諭二級免許状（英語）が設置されていた[9]。

##### 学生数
| 年度   | 在籍者数 | 総定員 | 備考および参照  |
| ------ | -------- | ------ | --------------- |
| 1968年 | 37       | 100    | [ 35 ]          |
| 1969年 | 37?      | 200    | [ 36 ] [ 注 5 ] |
| 1970年 | 78       | 200    | [ 38 ]          |
| 1971年 | 55       | 200    | [ 39 ]          |
| 1972年 | 26       | 100    | [ 40 ]          |

#### 附属機関
- 図書館[10]
  - 1968年4月設置[41]
  - 所蔵数は14,500冊[42]
- 語学教育研究所[10]

### 研究
- 『札幌香蘭女子短期大学研究紀要』[43]
- 『北海道英語英文学』[44]

## 大学関係者と出身者

### 教員
- 土屋四郎[32]

## 対外関係

### 系列校
- 札幌山の手高等学校

## 社会との関わり
- 1969年4月8日、文部省告示第130号により司書、司書補講習実施校に選ばれる[45]

### その他
- 『札幌香蘭女子短期大学』入学案内小冊子らしきものが、北海道立図書館に所蔵されていたが、紛失により事実上閲覧不可能となっている。